# Prokletí vojáci

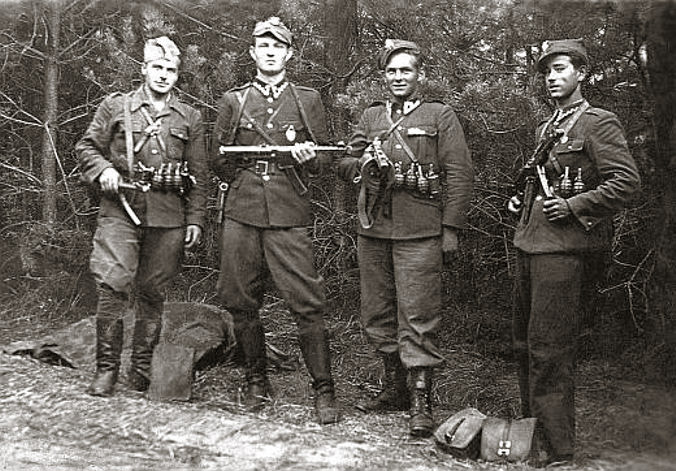
„Prokletí vojáci“ protikomunistického odboje v červnu 1947. Zleva: Henryk Wybranowski (zabit r. 1948), Edward Taraszkiewicz (zabit r. 1951), Mieczysław Małecki (zabit r. 1947) a Stanisław Pakuła

Jako prokletí vojáci (polsky Żołnierze wyklęci) byli označováni příslušníci protikomunistických polských odbojových hnutí, zformovaných v závěrečných fázích druhé světové války či po jejím skončení. Tato hnutí, vytvořená členy Polského podzemního státu (Polskie Państwo Podziemne), pokračovala v ozbrojeném boji proti stalinistické vládě v poválečném Polsku až do 50. let 20. století. Partyzánský způsob boje zahrnoval například útoky proti komunistickým věznicím, úřadům ministerstva veřejné bezpečnosti, internačním táborům pro politické vězně a koncentračním táborům zřízených po celém Polsku. Vedeni úsilím o monoetnický polský stát dopouštěli se však zločinů proti civilistům, zejména proti příslušníkům národnostních menšin (Židům, Ukrajincům, Bělorusům). Většina polských protikomunistických skupin zanikla koncem 40. let či během 50. let 20. století, kdy byly systematicky pronásledovány ministerstvem veřejné bezpečnosti a sovětskou NKVD. Poslední známý „prokletý voják“, Józef Franczak, však byl dopaden a zabit až v roce 1963.
Mezi nejznámější polské protikomunistické odbojové organizace, operující v komunistickém Polsku, patřily skupiny Wolność i Niezawisłość („Svoboda a nezávislost“), Národní ozbrojené síly (Narodowe siły zbrojne), Národní vojenské sjednocení (Narodowe Zjednoczenie Wojskowe), Konspirační polské vojsko (Konspiracyjne Wojsko Polskie), Hnutí odporu Zemské armády (Ruch Oporu Armii Krajowej), Armia Krajowa Obywatelska, NIE (Niepodległość), Delegatura Sił Zbrojnych na Kraj a Wolność i Sprawiedliwość („Volnost a spravedlnost“). Obdobné protikomunistické skupiny existovaly i v zemích východní Evropy.

## Historické pozadí

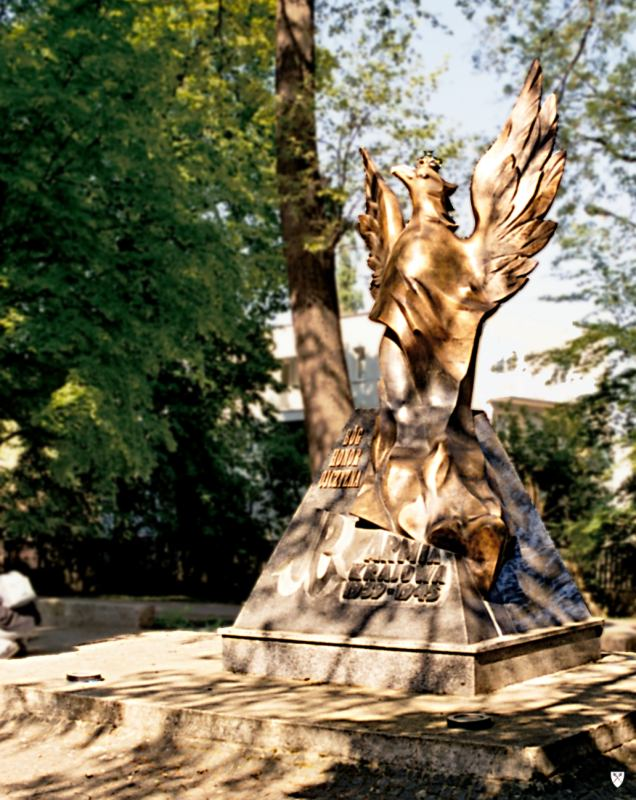
Památník Zemské armádě v severopolských Sopotech

S postupem sovětské Rudé armády přes Polsko v boji proti nacistickému Německu si Sověti a polští komunisté, kteří v roce 1944 ustavili novou vládu s názvem Polský výbor národního osvobození (Polski Komitet Wyzwolenia Narodowego), uvědomili, že Polský podzemní stát, loajální polské exilové vládě, musí být odstraněn předtím, než získají plnou kontrolu nad Polskem. Budoucí generální tajemník Polské sjednocené dělnické strany Władysław Gomułka prohlásil, že „Vojáci Zemské armády jsou nepřátelským prvkem, který musí být bez slitování odstraněn.“ Roman Zambrowski, jiný prominentní komunista, řekl, že Zemská armáda musí být „vyhlazena“.
Zemská armáda (Armia Krajowa), která byla hlavním polským odbojovým hnutím během druhé světové války, byla oficiálně rozpuštěna 19. ledna 1945, aby se tak předešlo ozbrojenému konfliktu s Rudou armádou, včetně hrozby občanské války kvůli polské suverenitě. Mnoho jednotek se však rozhodlo za těchto nových okolností pokračovat ve svém boji, a sovětskou armádu vnímaly jako nového okupanta. Sovětští partyzáni v Polsku mezitím již koncem června 1943 obdrželi rozkazy z Moskvy, aby útočili na polské partyzány zvané Leśni. Běžně bojovali s Poláky častěji než s Němci. Hlavní síly Rudé armády a NKVD zahájily operace proti partyzánům Zemské armády během a krátce po skončení polské akce Bouře (akcja Burza), která měla za cíl zajistit polskou kontrolu nad městy opuštěnými Němci. Cílem sovětského vůdce Josifa Stalina bylo, aby se po válce na mapě Evropy neobjevilo nezávislé Polsko.

### Formování protikomunistického odboje

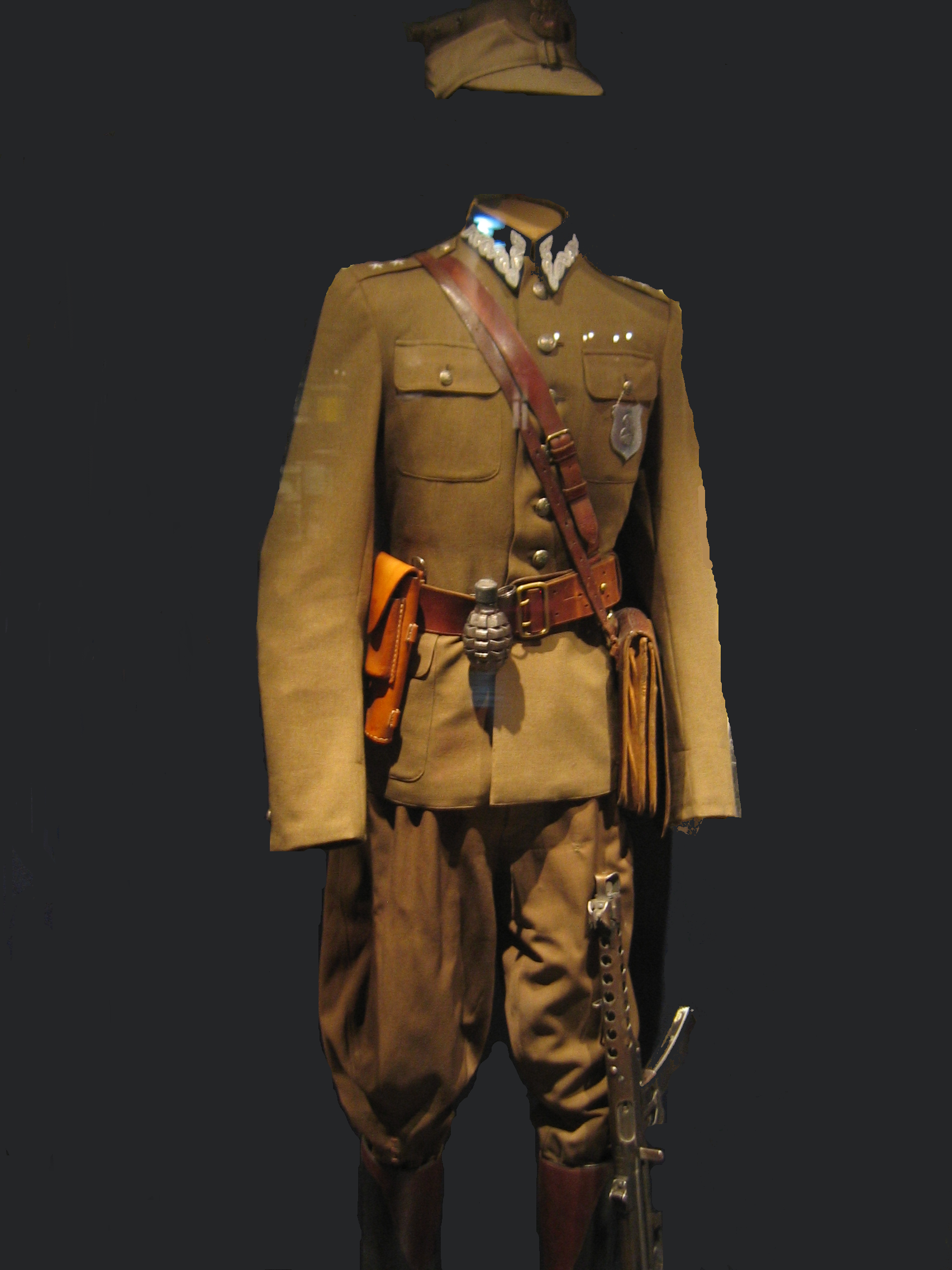
Uniforma polského protikomunistického vojáka s odznakem s vyobrazenou Pannou Marií Čenstochovskou (tzv. Černou Madonou)

První skupinou v rámci Zemské armády, která se zaměřila výhradně na sovětskou hrozbu, byla NIE, vytvořená v polovině roku 1943, jejímž cílem nebylo se sovětskými silami bojovat, nýbrž provádět špionáž, přičemž jak na Sověty reagovat, by následně rozhodla polská exilová vláda. V té době se exilová vláda stále domnívala, že je možné nalézt východisko skrze jednání. Dne 7. května 1945 byla skupina NIE rozpuštěna a transformována do skupiny Delegatura Sił Zbrojnych na Kraj. Ta však existovala pouze do 8. srpna téhož roku, kdy bylo rozhodnuto o jejím rozpuštění a ukončení partyzánského odboje na polském území.
V březnu 1945 se v Moskvě uskutečnil politický proces s šestnácti představiteli Polského podzemního státu, který vešel ve známost jako proces šestnácti. Sovětský generál Ivan Serov pozval po dohodě se Stalinem polského vládního delegáta, členy Rady národní jednoty (Rada Jedności Narodowe) a vrchního velitele Zemské armády na konferenci, která měla domluvit jejich vstup do Sověty podporované prozatímní vlády. Sověti poskytli polským představitelům bezpečnostní záruky, avšak 27. a 28. března 1945 je NKVD zatkla ve městě Pruszków. Leopold Okulicki, Jan Stanisław Jankowski a Kazimierz Pużak byli zatčeni 27. března a následující den Sověti zatkli dvanáct dalších Poláků. A. Zwierzynski byl zatčen již dříve. Zadržené polské představitele následně převezli k výslechu do moskevské Lubjanky. Po několika měsících brutálních výslechů a mučení byli falešně obviněni z „kolaborace s nacistickým Německem“ a „plánování vojenského spojenectví s nacistickým Německem“.
První polská komunistická vláda, Polský výbor národního osvobození, byla vytvořena v červenci 1944, avšak odmítla jurisdikci nad vojáky Zemské armády. Následně, po dobu více než jednoho roku, se Zemskou armádou zabývaly sovětské organizace, jako NKVD. Ke konci druhé světové války bylo zatčeno přibližně 60 tisíc vojáků Zemské armády, z toho 50 tisíc bylo deportováno do sovětských gulagů a věznic. Většina těchto vojáků byla zajata Sověty během nebo po skončení akce Bouře, kdy se jednotky Zemské armády pokusily spolupracovat se Sověty na celonárodním povstání proti Němcům. Jiní veteráni byli zajati poté, co se rozhodli přihlásit v reakci na nabídnutou amnestii. V roce 1947 byla v Polsku vyhlášena amnestie pro většinu partyzánů. Komunistické úřady očekávaly, že se přihlásí kolem 12 tisíc osob, ve skutečnosti se však přihlásilo 53 tisíc lidí. Mnozí z nich byli zatčeni, navzdory slibu amnestie. Po několikerém porušení slibů během prvních let komunistické vlády, přestali vojáci Zemské armády vládě důvěřovat.
Třetí organizací v rámci Zemské armády byla Wolność i Niezawisłość. Ani v jejím případě nebyl primárním cílem boj. Spíše se věnovala pomoci někdejším vojákům Zemské armády při přechodu z partyzánského na běžný život. Pokračující tajnosti a konspirace byly nezbytné ve světle rostoucí perzekucí veteránů Zemské armády ze strany komunistické vlády. Wolność i Niezawisłość se nicméně potýkala s nedostatkem finančních prostředků na zajištění falešných průkazů totožnosti a dalších věcí partyzánům, z nichž mnozí přišli během války o své celoživotní úspory. Problémy jí též působila vnitřní nejednotnost, kdy část skupiny hlasitě obhajovala ozbrojený odpor proti Sovětům a polským komunistům. V druhé polovině roku 1945 zaznamenala NKVD a nově vzniklá polská tajná policie Úřad bezpečnosti (Urząd Bezpieczeństwa) významný úspěch, když se jim podařilo přesvědčit několik vůdců Zemské armády a skupiny Wolność i Niezawisłość, že polská vláda chce skutečně nabídnou amnestii členům Zemské armády. Během několika měsíců se jim podařilo získat informace o většině zdrojů a členů obou skupin. Když si o několik měsíců později (již ve vězení) zmínění představitelé polských skupin uvědomili svůj omyl, byla již skupiny Wolność i Niezawisłość ochromena a tisíce jejích členů zatčeno. Hlavní období existence či aktivity skupiny Wolność i Niezawisłość trvalo do roku 1947; definitivně rozpuštěna byla v roce 1952.

### Perzekuce
NKVD a Úřad bezpečnosti používali k likvidaci odbojové opozice brutální sílu a klam. Na podzim 1946 byla skupina 100 až 200 vojáků Národních ozbrojených sil vlákána do pasti a následně zmasakrována. O rok později prohlásil plukovník Julia Brystiger z ministerstva veřejné bezpečnosti na bezpečnostním brífinku, že „teroristický a politický odboj přestal být ohrožující silou“, ačkoli třídní nepřítel na univerzitách, úřadech a v továrnách musí být „nalezen a neutralizován“.
V průběhu let 1944 až 1956 bylo zatčeno přibližně 300 tisíc Poláků (některé zdroje hovoří až o dvou milionech lidí). Bylo vyneseno na 6 tisíc rozsudků trestu smrti, přičemž většina z nich byla vykonána. Přibližně přes 20 tisíc lidí zemřelo v komunistických věznicích (patřil mezi ně i Witold Pilecki, hrdina z vyhlazovacího tábora Auschwitz). Dalších šest milionů Poláků (tj. jeden ze tří dospělých Poláků) bylo klasifikováno jako podezřelí členové „reakční nebo kriminální skupiny“, a vyšetřováno státními úřady. Během tzv. polského října roku 1956 bylo díky amnestii propuštěno 35 tisíc bývalých členů Zemské armády z vězení. V té době ještě stále někteří partyzáni setrvávali ve službě, neochotni či jednoduše neschopni se zapojit do většinové společnosti. Stanisław Marchewka byl úřady vypátrán a zabit v roce 1957 a poslední partyzán Zemské armády, Józef Franczak, byl zabit v roce 1963, takřka dvě desetiletí po konci druhé světové války. Až do pádu Polské lidové republiky a pádu komunismu v roce 1989, byli bývalí vojáci Zemské armády pod soustavným drobnohledem tajné policie. Teprve se změnou režimu a nástupem demokracie byly rozsudky nad někdejšími vojáky Zemské armády prohlášeny za neplatné a došlo k jejich anulování.

## Největší operace a akce
Největší bitva v historii Národního vojenského sjednocení se odehrála 6. až 7. května 1945 ve vesnici Kuryłówka v jihovýchodním Polsku. Bitva u Kuryłówky proti sovětskému 2. pohraničnímu pluku NKVD, skončila vítězstvím polského odboje, vedeného majorem Franciszkem Przysiężniakem. Protikomunističtí vojáci zabili na sedmdesát sovětských agentů. Jednotky NKVD ve spěchu ustoupily, přičemž později se do vesnice vrátily, aby ji v odvetě vypálily (zničily tak přes 730 budov).
Dne 21. května 1945 zaútočila silně vyzbrojená jednotka Zemské armády pod vedením plukovníka Edwarda Wasilewskiho na tábor NKVD, nacházející se na východním předměstí Varšavy v Rembertówě, a zničila jej. Sověti v táboře zadržovali stovky polských občanů, včetně členů Zemské armády.

### Odveta
Jedna z největších komunistických operací proti partyzánům se odehrála mezi 10. a 25. červnem 1945 v okolí měst Suwałki a Augustov na severu Polska. Augustowský zátah (Obława augustowska) byl společnou operací Rudé armády, NKVD a jednotek Směrš, za podpory polského Úřadu bezpečnosti a Polské lidové armády, proti vojákům Zemské armády. Svým rozsahem zasáhl i území Litvy. Při akci bylo zajato více než dva tisíce podezřelých protikomunistických polských bojovníků, kteří skončili v sovětských internačních táborech. Přibližně 600 z nich patrně zemřelo v sovětském zajetí, a jejich těla byla pohřbena v neoznačených hromadných hrobech na území Sovětského svazu. Polský Institut národní paměti prohlásil tuto operaci „největším zločinem spáchaným Sověty na polském území po druhé světové válce“.

## Protikomunistické odbojové organizace
Mezi nejznámější polská odbojová hnutí zapojená do partyzánských bojů patří:
1. Wolność i Niezawisłość („Svoboda a nezávislost“) – založeno 2. září 1945, aktivní do roku 1952
2. Národní ozbrojené síly (Narodowe Siły Zbrojne) – založeno 20. září 1942, rozpadlo se v březnu 1944
3. Národní vojenské sjednocení (Narodowe Zjednoczenie Wojskowe) – založeno v druhé polovině 40. let, aktivní do poloviny 50. let 20. století
4. Konspirační polské vojsko (Konspiracyjne Wojsko Polskie) – existovalo od dubna 1945 do roku 1954
5. Ruch Oporu Armii Krajowej – založeno roku 1944
6. Armia Krajowa Obywatelska – založeno v únoru 1945, téhož roku začleněno do skupiny Wolność i Niezawisłość
7. NIE („Ne“) – založeno v roce 1943, aktivní do 7. května 1945
8. Delegatura Sił Zbrojnych na Kraj – založeno 7. května 1945, rozpuštěno 8. srpna 1945
9. Wolność i Sprawiedliwość („Svoboda a spravedlnost“) – založeno počátkem 50. let

## Vybraní příslušníci
- Kapitán Józef Batory („Argus“ a "Wojtek“)
- Poručík Stefan Bembiński („Harnaś")
- Major Marian Bernaciak („Orlik“ a „Dymek“)
- Poručík Ksawery Błasiak („Albert“)
- Kapitán Franciszek Błażej („Roman“, „Bogusław“ a „Tadeusz“)
- Poručík Stanisław Bogdanowicz („Tom“)
- Podplukovník Janusz Bokszczanin („Sęk“)
- Poručík Stefan Bronowski („Roman“)
- Kapitán Zdzisław Broński („Uskok“)
- Desátník Izydor Bukowski („Burza“)
- Poručík Karol Chmiel („Grom“ a „Zygmunt“)
- Poručík Kazimierz Chmielowski („Rekin“)
- Podplukovník Łukasz Ciepliński („Pług“ a „Ostrowski“)
- Major/podplukovník Národních ozbrojených sil Tadeusz Danilewicz („Kuba“, „Doman“, „Kossak“ a „Łoziński“)
- Major Hieronim Dekutowski („Zapora“)
- Kapitán Jan Karol Dubaniowski („Salwa“)
- Podporučík Władysław Dubielak („Myśliwy“)
- Brigádní generál August Emil Fieldorf („Nil“)
- Kapitán Henryk Flame („Bartek“ a „Grot“)
- Józef Franczak („Lalek“)
- Poručík Henryk Glapiński („Klinga“)
- Poručík Eugeniusz Godlewski („Topór“)
- Major Antoni Heda („Szary“)
- Podplukovník Tadeusz Jachimek („Ninka“)
- Poručík Franciszek Jerzy Jaskulski („Zagończyk“)
- Podporučík Henryk Jóźwiak („Groźny“)
- Kapitán Kazimierz Kamieński („Huzar“)
- Podporučík/podplukovník Národních ozbrojených sil Stanisław Kasznica ("Wąsowski“, „Przepona“ a „Wąsal“)
- Podplukovník Mieczysław Kawalec („Iza“, „Psarski“ a „Bronek“)
- Poručík Jan Kempiński („Błysk“)
- Poručík Stefan Kobos („Wrzos“)
- Kapitán Jan Kosowski („Ciborski“)
- Poručík Karol Kazimierz Kostecki („Kostek“)
- Poručík Jan Kłyś („Kłyś")
- Poručík Michał Krupa („Wierzba“ a „Pulkownik“)
- Plukovník/brigádní generál (posmrtné uznání) Aleksaer Krzyżanowski („Wilk“)
- Kapitán Ludwik Kubik („Alfred“, „Julian“ a „Lucjan“)
- Poručík Józef Kuraś („Ogień")
- Podporučík Adam Kusz („Garbaty“)
- Podporučík Władysław Kuśmierczyk („Longinus“)
- Podplukovník Wincenty Kwieciński („Głóg“)
- Major Adam Lazarowicz („Klamra“, „Pomorski“, „Kleszcz“ a „Zygmunt“)
- Podplukovník Henryk Lewczuk („Młot“)
- Podplukovník Władysław Liniarski („Mścisław“, "Wuj“ a „Jan“)
- Poručík Stanisław Łukasik („Ryś")
- Kapitán Władysław Łukasiuk („Młot“)
- Podplukovník Józef Maciołek („Żuraw“, „Kazimierz“, „Marian“ a „Roch“)
- Kapitán Jan Marawca („Remiusz“)
- Podporučík Stanisław Marchewka („Ryba“)
- Poručík Józef Marcinkowski („Łysy“)
- Podporučík Lucjan Minkiewicz („Wiktor“)
- Major Kazimierz Mirecki („Zmuda“)
- Kapitán Lech Neyman („Domarat“)
- Podporučík Mieczysław Niedzielski („Men“ a „Grot“)
- Plukovník Franciszek Niepokólczycki („Szubert“)
- Poručík Wiktor Zacheusz Nowowiejski („Jeż")
- Podplukovník Antoni Olechnowicz („Lawicz“, „Pohorecki“)
- Major Mieczysław Pazderski („Szary“)
- Poručík Stanisław Pelczer („Majka“)
- Kapitán Witold Pilecki („Witold“)
- Poručík Franciszek Przysiężniak („Ojciec Jan“)
- Kapitán Romuald Rajs („Bury“)
- Podplukovník Albin Rak („Lesiński“)
- Poručík Józef Ramatowski („Rawicz“)
- Kapitán Wacław Rejmak („Ostoja“)
- Major Zygmunt Rogalski („Kacper“)
- Poručík Jan Rogólka („Grot“)
- Plukovník Kazimierz Rolewicz („Kama“, „Ira“, „Oko“, „Mila“, „Olgierd“, „Zbyszek“ a „Solski“)
- Poručík Lechosław Roszkowski („Tomasz“)
- Podplukovník Józef Rybicki („Mestwin“)
- Major Aleksaer Rybnik („Jerzy“ a „Dziki“)
- Major Józef Rządzki („Boryna“)
- Poručík Józef Rzepka(„Krzysztof“ a „Znicz“)
- Plukovník Antoni Sanojca („Kortum“)
- Podplukovník Stanisław Sędziak („Wiatr“ a "Warta“)
- Danuta Siedzikówna („Inka“)
- Kapitán Stanisław Sojczyński („Warszyc“)
- Četař Władysław Stefanowski („Grom“)
- Major Stanisław Szacoń („Szacun“)
- Podplukovník Jan Szczurek-Cergowski („Sławbor“)
- Major Zygmunt Szendzielarz („Łupaszko“)
- Podporučík Teodor Śmiałowski („Szumny“, „Grom“ a „Cichy“)
- Major Jan Tabortowski („Bruzda“)
- Podporučík Edward Taraszkiewicz („Żelazny“)
- Podporučík Leon Taraszkiewicz („Jastrząb“)
- Podplukovník Walerian Tumanowicz („Jagodziński“)
- Podporučík Edmund Tudraj („Mundek“)
- Podporučík Eugeniusz Walewski („Zemsta“)
- Kapitán Józef Zadzierski („Wołyniak“)
- Podporučík Jerzy Zakulski („Czarny Mecenas“)
- Poručík Wacław Grabowski („Puszczyk“)